# Provancherides michoacana
Provancherides michoacana är en stekelart som beskrevs av Heinrich 1968. Provancherides michoacana ingår i släktet Provancherides och familjen brokparasitsteklar. Inga underarter finns listade i Catalogue of Life.